# Los surcos del azar
Los surcos del azar es una novela gráfica de Paco Roca, publicada originalmente en 2013 por Astiberri. Reconstruye en ella la historia de La Nueve, la división del Ejército de la Francia Libre formada por republicanos españoles durante la Segunda Guerra Mundial. Su título hace referencia a uno de los Proverbios y cantares de Campos de Castilla de Antonio Machado: 

¿Para qué llamar caminos
a los surcos del azar?...
Todo el que camina anda,
como Jesús, sobre el mar.

## Creación y trayectoria editorial
Paco Roca conoció la historia de La Nueve en 2008, al asistir a la presentación de un libro de Evelyn Mesquida sobre dicha compañía en el Instituto Cervantes de París, donde entabló contacto con dos de sus integrantes, Luis Royo y Manuel Fernández, ya muy mayores.
Dedicó luego casi tres años a documentarse y planear su plasmación en viñetas, para lo cual contó con la colaboración del historiador Robert S. Coale. Todo ello resultó, ya en noviembre de 2013, en su historieta más extensa hasta la fecha, con 328 páginas. El proceso completo, hasta publicar el cómic, le llevó cinco años.
Es la tercera obra en que aborda la Guerra Civil y sus consecuencias, tras El Faro (2004) y El ángel de la retirada (2010), participando así de cierta tendencia reciente del cómic español a rememorarla, al igual que 36-39 Malos tiempos (2007-2008), Las serpientes ciegas (2008), El arte de volar (2009), Nuevas Hazañas Bélicas (2011-2012), Un médico novato (2013), División azul (2013) de Fran Jaraba y El Corazón del Sueño (2014) de Rubén Uceda.

## Valoración y premios
Los surcos del azar fue elegido como el mejor cómic publicado en España en 2013, según una encuesta del diario El País entre sus lectores. En 2014 ganó el Premio Zona Cómic Cegal, otorgado por las librerías españolas especializadas en cómic, y el premio a Mejor obra nacional en la XIV Edición de los Premios de la Crítica durante las Jornadas de Cómic de Avilés. Ese mismo año fue reconocido con el Premio a la mejor obra de autor español del Salón Internacional del cómic de Barcelona y el italiano Gran Premio Romics. También fue finalista al premio Libro del Año 2014 concedido por el Gremio de Libreros de Madrid.

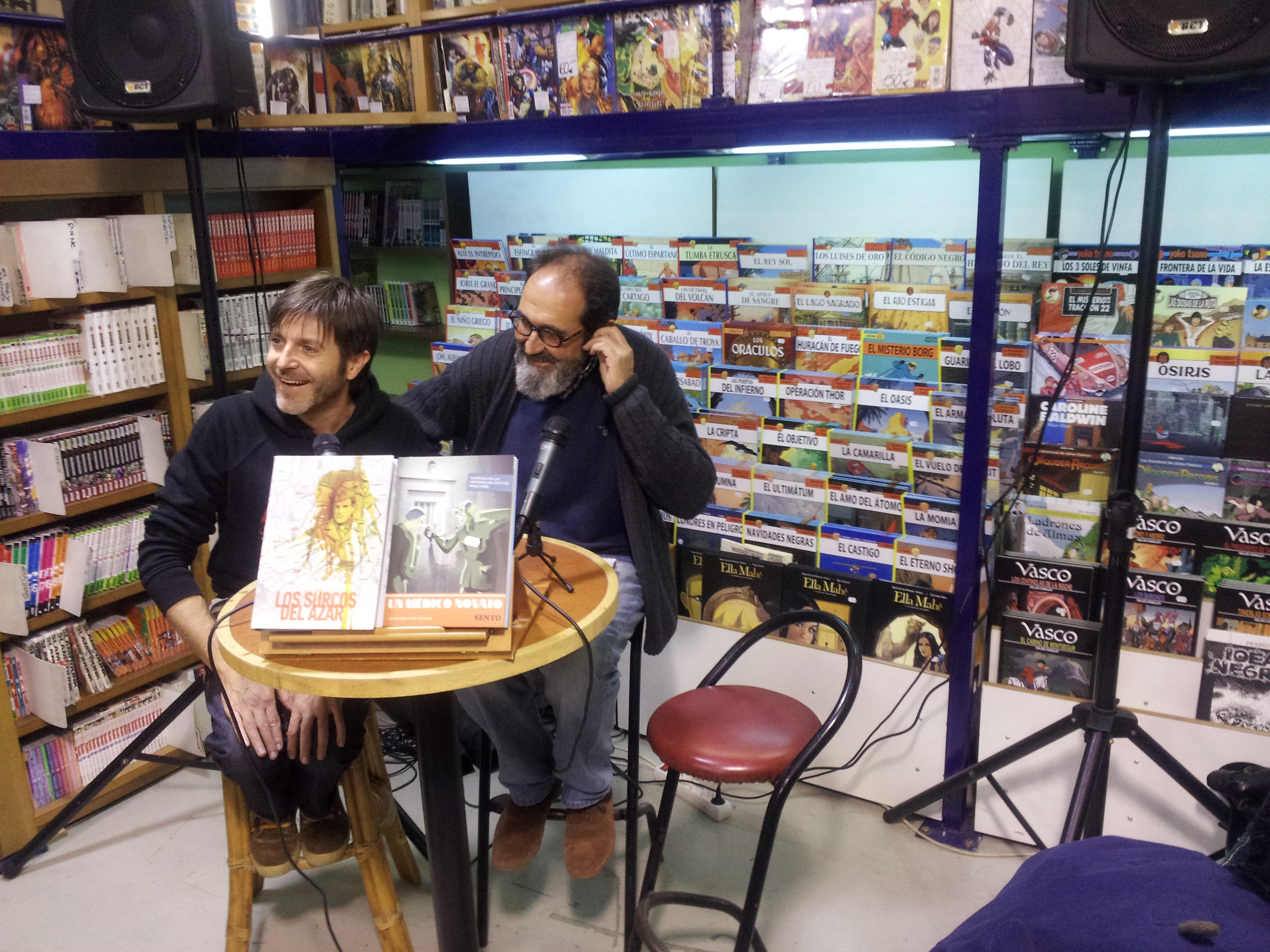
Paco Roca presenta Los surcos del azar y Sento Un médico novato en Futurama.